# Binny und der Geist
Binny und der Geist ist eine deutsche Jugendserie, die von der Produktionsfirma UFA Fiction im Auftrag der Walt Disney Company GSA umgesetzt wurde. Die Idee zur Serie stammte von Steffi Ackermann und der Autorin Vivien Hoppe. Die Ausstrahlung der Pilotfolge fand als Vorschau am 23. März 2013 auf dem Disney Channel statt. Das Serienfinale wurde erstmalig am 15. Mai 2016 auf dem Disney Channel ausgestrahlt.

## Handlung
Die 13-jährige Binny zieht mit ihren Eltern von Hamburg nach Berlin in eine uralte Villa. Dort muss sie dann feststellen, dass ihr Zimmer bereits von einem 14-jährigen Geist namens Melchior bewohnt wird. Dieser weiß jedoch nicht, weshalb er seit über hundert Jahren ein Geist ist. Melchior kennt das 21. Jahrhundert nicht, und Binny versteht den im Jahre 1900 geborenen Melchior nicht. Schließlich entschließt Binny sich, um den Geist, der ihr Leben komplett durcheinanderbringt, wieder loszuwerden, Melchior zu helfen, das Geheimnis um seine Vergangenheit zu lüften. Nur so kann Melchior aus seinem Geisterleben befreit werden. Dabei werden die beiden Teenager oft in gefährliche Situationen verwickelt und müssen zusammen Verbrechen aufklären.

## Figuren
Binny Baumann ist die mutige, clevere und neugierige Protagonistin der Serie. Sie liebt es, Rätsel zu lösen und entschließt sich deshalb, Melchior zu helfen, Dinge über seine Vergangenheit in Erfahrung zu bringen. Binny ist im Besitz von Melchiors Taschenuhr, mit der sie in die Geisterwelt sehen kann. Außerdem ist Binny sehr umweltbewusst und kritisiert Umweltverschmutzung und Ungerechtigkeit.
Melchior von und zu Panke ist ein charmanter, selbstverliebter Geist, der am 10. Februar 1900 geboren wurde und seit 1914 nicht mehr gealtert ist. Nachdem er feststellt, dass Binny ihn sehen kann, bittet er sie um Hilfe, mehr über seine Vergangenheit in Erfahrung zu bringen. Trotz anfänglicher Schwierigkeiten bei der Zusammenarbeit mit Binny, scheint Melchior dennoch eifersüchtig, wenn andere Jungs mit ihr flirten. Zudem ist Melchior weltoffen und daher begeistert von der modernen Technik des 21. Jahrhunderts.
Wanda Baumann ist die liebevolle und fürsorgliche Mutter von Binny. Sie ist optimistisch und versucht, diese positive Energie an ihre Familie weiterzugeben. Wanda arbeitet als Restauratorin in einem Museum. Sie spricht sich – wie auch ihre Tochter – gegen Umweltverschmutzung und gegen Ungerechtigkeit aus.
Ronald Baumann ist der tollpatschige und humorvolle Vater von Binny. Er arbeitet als professioneller Architekt und muss ständig Veränderungen an dem Haus seiner Familie vornehmen. Außerdem ist er ein Fußball-Fanatiker. Er verachtet – wie auch seine Frau und seine Tochter – Umweltverschmutzung und Ungerechtigkeit.
Luca Schuster ist die beste Freundin von Binny. Die beiden Freundinnen verbringen viel Zeit miteinander, jedoch ahnt Luca nichts von dem Geheimnis von Binny und Melchior.
Hubertus van Horas ist der Gegenspieler von Binny und Melchior. Sein Ziel ist es, die Welt zu regieren, dafür muss er jedoch im Besitz aller Taschenuhren sein. Er schreckt vor nichts zurück, um sein Ziel zu erreichen. Sein Nachname kommt aus dem lateinischen und bedeutet Zeit.
Bodo ist der Gehilfe von Hubertus. Er scheint loyal gegenüber Hubertus, da er ihm bei seinen hinterhältigen Plänen unterstützt. Er wird oft fälschlicherweise für dumm gehalten. Bodo verfolgt jedoch seine eigenen Ziele, von denen Hubertus nichts ahnt.

## Produktion

### Entwicklung
Nachdem die Köpfe hinter dem deutschen Disney Channel die US-Konzernmutter Disney davon überzeugt hatten, eine eigene Serie zu produzieren, wurde ein Konzept für die Serie gesucht. Die Produktionsfirma UFA Fiction (bis August 2013 noch teamWorx) hatte sich mit seinem Konzept unter dem Arbeitstitel „Binny und der Geist“ in einem Pitch gegen andere Produktionsfirmen durchgesetzt. Die Idee zur Serie stammt von UFA-Fiction-Produzentin Steffi Ackermann und der Autorin Vivien Hoppe. Das Casting der Darsteller wurde von Daniela Tolkien durchgeführt. Am 8. November 2012 wurde die Produktion einer Pilotfolge von Binny und der Geist bestätigt. Im Januar 2015 gab der Disney Channel grünes Licht für die Produktion einer finalen zweiten Staffel.

### Dreharbeiten
Am 9. November 2012 begannen in Berlin und Umgebung die Dreharbeiten zur Pilotfolge und später zur ersten Staffel von Binny und der Geist. Die Villa, die als Set für die "Geistervilla" der Familie Baumann dient, steht in der Feuerbachstraße in Potsdam-West. Aufgrund des Erfolges der Pilotfolge beim Publikum bestellte der deutsche Disney Channel im Frühjahr 2013 zwölf weitere Folgen von etwa 22 Minuten Länge für die erste Staffel, so dass die erste Staffel auf 13 Folgen kommt. Die Pilotfolge war eine reine deutsche Auftragsproduktion; ab Folge 2 stiegen verschiedene lokale Disney Channels aus Europa, Nahost und Afrika als Co-Auftraggeber hinzu. Die Dreharbeiten zur ersten Staffel gingen noch bis in den Herbst 2014. Der Grund für die langen Dreharbeiten liegt unter anderem daran, dass mit den Hauptdarstellern vorwiegend nur in den Schulferien gedreht werden konnte. Die Dreharbeiten zur zweiten Staffel begannen am 13. März 2015 und endeten Anfang November 2015. Unter anderem wurde im Zoo auf dem Reilsberg in Halle gedreht.

## Besetzung
| Rollenname                  | Schauspieler                    | Hauptrolle Folgen | Nebenrolle Folgen |
| --------------------------- | ------------------------------- | ----------------- | ----------------- |
| Binny Baumann               | Merle Juschka                   | 1.01–2.10         |                   |
| Melchior von und zu Panke   | Johannes Hallervorden           | 1.01–2.10         |                   |
| Wanda Baumann               | Katrin Wichmann Katharina Kaali | 1.01 1.02–2.10    |                   |
| Ronald Baumann              | Steffen Groth                   | 1.01–2.10         |                   |
| Luca Schuster               | Eliz Tabea Thrun                | 1.02–2.10         |                   |
| Hubertus van Horas          | Stefan Weinert                  | 1.02–1.13         |                   |
| Bodo                        | Stefan Becker                   | 1.02–2.10         |                   |
| Rhett Thorn                 | Robert Köhler                   | 2.01–2.10         |                   |
| Kommissarin Steffi Schuster | Inga Busch                      |                   | 1.01–2.08         |
| Mark                        | Anselm Bresgott                 |                   | 1.02–2.10         |
| Direktor Rötig              | Patrick von Blume               |                   | 1.02–2.10         |
| Martin                      | Paul Maximilian Schüller        |                   | 1.02–2.02         |
| Jan                         | Hoang Dang-Vu                   |                   | 1.07–2.02         |
| Niklas Neudecker            | Lucas Reiber                    |                   | 1.08–2.05         |

## Ausstrahlungsübersicht
Im deutschsprachigen Raum
Die Erstausstrahlung der Pilotfolge fand als Vorschau am 23. März 2013 auf dem Disney Channel statt, der zu diesem Zeitpunkt nur im Pay-TV empfangbar war. Die reguläre Ausstrahlung der ersten Staffel erfolgte erstmals vom 26. Oktober 2014 bis zum 18. Januar 2015 auf dem Disney Channel, der seit dem 17. Januar 2014 auch im Free-TV verfügbar ist. Die zweite und finale Staffel der Serie wurde erstmals vom 10. April 2016 bis zum 15. Mai 2016 auf dem Disney Channel ausgestrahlt. Die komplette Serie wurden zudem am 23. Oktober 2020 zu Disney+ hinzugefügt.
| Staffel | Episoden | Erstausstrahlung im Disney Channel | Erstausstrahlung im Disney Channel | Erstveröffentlichung auf Disney+ | Erstveröffentlichung auf Disney+ |
| Staffel | Episoden | Staffelpremiere                    | Staffelfinale                      | Staffelpremiere                  | Staffelfinale                    |
| ------- | -------- | ---------------------------------- | ---------------------------------- | -------------------------------- | -------------------------------- |
| 1       | 13       | 23. März 2013                      | 18. Januar 2015                    | 23. Oktober 2020                 | 23. Oktober 2020                 |
| 2       | 10       | 10. April 2016                     | 15. Mai 2016                       | 23. Oktober 2020                 | 23. Oktober 2020                 |

## Episodenliste

### Staffel 1
| Nr. (ges.) | Nr. (St.) | Originaltitel             | Erstausstrahlung (D/A/CH) | Regie           | Drehbuch     |
| ---------- | --------- | ------------------------- | ------------------------- | --------------- | ------------ |
| 1          | 1         | Der heimliche Mitbewohner | 23. März 2013             | Sven Bohse      | Vivien Hoppe |
| 2          | 2         | Und es hat Puff gemacht   | 2. Nov. 2014              | Nico Zingelmann | Vivien Hoppe |
| 3          | 3         | Madame Buh                | 9. Nov. 2014              | Nico Zingelmann | Vivien Hoppe |
| 4          | 4         | Auf den Hund gekommen     | 16. Nov. 2014             | Nico Zingelmann | Vivien Hoppe |
| 5          | 5         | Team-Geist                | 23. Nov. 2014             | Nico Zingelmann | Vivien Hoppe |
| 6          | 6         | Bei Crash Cash            | 30. Nov. 2014             | Nico Zingelmann | Vivien Hoppe |
| 7          | 7         | Der Kunstraub             | 7. Dez. 2014              | Nico Zingelmann | Vivien Hoppe |
| 8          | 8         | Aufs Pferd gekommen       | 14. Dez. 2014             | Nico Zingelmann | Vivien Hoppe |
| 9          | 9         | Die Posting Pest          | 21. Dez. 2014             | Nico Zingelmann | Vivien Hoppe |
| 10         | 10        | Im Wald                   | 28. Dez. 2014             | Andy Fetscher   | Vivien Hoppe |
| 11         | 11        | Der Schulball             | 4. Jan. 2015              | Andy Fetscher   | Vivien Hoppe |
| 12         | 12        | Lady Diamond              | 11. Jan. 2015             | Andy Fetscher   | Vivien Hoppe |
| 13         | 13        | Ice, ice, Binny           | 18. Jan. 2015             | Andy Fetscher   | Vivien Hoppe |

### Staffel 2
| Nr. (ges.) | Nr. (St.) | Originaltitel              | Erstausstrahlung (D/A/CH) | Regie             | Drehbuch     |
| ---------- | --------- | -------------------------- | ------------------------- | ----------------- | ------------ |
| 14         | 1         | Villa Sonnenschein         | 10. Apr. 2016             | Benedict Hoermann | Vivien Hoppe |
| 15         | 2         | Einbruch in der Schule     | 17. Apr. 2016             | Bettina Blümer    | Vivien Hoppe |
| 16         | 3         | Das schwarze Froschmonster | 17. Apr. 2016             | Benedict Hoermann | Vivien Hoppe |
| 17         | 4         | Filmreif                   | 24. Apr. 2016             | Benedict Hoermann | Vivien Hoppe |
| 18         | 5         | Nachts beim Minigolf       | 1. Mai 2016               | Bettina Blümer    | Vivien Hoppe |
| 19         | 6         | Das falsche Paket          | 1. Mai 2016               | Bettina Blümer    | Vivien Hoppe |
| 20         | 7         | Der Schatz in der Burg     | 8. Mai 2016               | Andy Fetscher     | Vivien Hoppe |
| 21         | 8         | Nachts im Kaufhaus         | 8. Mai 2016               | Andy Fetscher     | Vivien Hoppe |
| 22         | 9         | Leonina                    | 15. Mai 2016              | Andy Fetscher     | Vivien Hoppe |
| 23         | 10        | Rock around the Clock      | 15. Mai 2016              | Benedict Hoermann | Vivien Hoppe |

## Adaptionen und DVD-Veröffentlichung
Bücher
In Deutschland erschien durch den Franz Schneider Verlag eine begleitende Buchreihe zur Serie, die von Mark Stichler geschrieben wurde.
| Band | Titel                                                | Erscheinungsdatum | Seiten |
| ---- | ---------------------------------------------------- | ----------------- | ------ |
| 1    | Binny und der Geist – Der geheimnisvolle Mitbewohner | 4. September 2014 | 160    |
| 2    | Binny und der Geist – Madame Buh                     | 4. September 2014 | 160    |
| 3    | Binny und der Geist – Der Geisterstürmer             | 5. März 2015      | 160    |
| 4    | Binny und der Geist – Der Kunstraub                  | 3. September 2015 | 160    |

Hörspiele
In Deutschland erschien im Vertrieb von Kiddinx eine begleitende Hörspielreihe zur Serie. Torben Kessler ist als Erzähler zu hören. Die Hörspielreihe entstand unter der Leitung von Gabriele Bingenheimer sowie unter der Dialogregie von Marian Szymczyk beim Tonstudio tonAtelier GmbH & Co KG in Frankfurt am Main.
| Folge | Titel                                                   | Erscheinungsdatum | Länge  |
| ----- | ------------------------------------------------------- | ----------------- | ------ |
| 1     | Disney: Binny und der Geist - Der heimliche Mitbewohner | 9. Januar 2015    | 42 min |
| 2     | Disney: Binny und der Geist - Und es hat Puff gemacht   | 9. Januar 2015    | 41 min |
| 3     | Disney: Binny und der Geist - Madame Buh                | 9. Oktober 2015   | 44 min |
| 4     | Disney: Binny und der Geist - Auf den Hund gekommen     | 9. Oktober 2015   | 42 min |

DVD
Am 22. Januar 2015 erschien die komplette erste Staffel der Serie auf DVD.

## Auszeichnungen und Nominierungen
| Jahr | Auszeichnung                            | Kategorie                                  | Für                   | Resultat  |
| ---- | --------------------------------------- | ------------------------------------------ | --------------------- | --------- |
| 2013 | Goldener Spatz                          | Serie/Reihe                                | Sven Bohse            | Nominiert |
| 2015 | Goldener Spatz                          | Serie/Reihe (Episode: Aufs Pferd gekommen) | Nico Zingelmann       | Gewonnen  |
| 2015 | Weißer Elefant - Filmfest München       | TV-Serien/-Filme                           | Nico Zingelmann       | Nominiert |
| 2015 | Weißer Elefant - Filmfest München       | TV-Serien/-Filme                           | Steffi Ackermann      | Nominiert |
| 2015 | Weißer Elefant - Filmfest München       | TV-Serien/-Filme                           | Andy Fetscher         | Nominiert |
| 2015 | Kinder-Medien-Preis - Der weiße Elefant | Bester Nachwuchsdarsteller                 | Johannes Hallervorden | Gewonnen  |
| 2015 | Kinder-Medien-Preis - Der weiße Elefant | Beste Nachwuchsdarstellerin                | Merle Juschka         | Gewonnen  |

## Trivia
- In der achten Folge der ersten Staffel, trägt ein Pferd den Namen Maximus, dies ist eine Anspielung auf das Pferd Maximus aus dem Disney-Film Rapunzel – Neu verföhnt. Beide Pferde haben die gleiche furchtlose und mutige Persönlichkeit, unterscheiden sich aber von der Fellfarbe.
- Die Folge Das Schwarze Froschmonster wurde im Bergzoo Halle (Saale) gedreht. Bekannte Kulissen waren das Humboldtpinguingehege, das Raubtierhaus sowie das Robbengehege und der Totenkopfaffentunnel in der Nähe des Zooeingangs.